# Ferrocarril de Caldas
| Streckenlänge: | Puerto Caldas – Manizales 117 km La Marina – Cartago 2 km Nacederos – Armenia 57 km |                                 |                                 |
| Spurweite: | 914 mm (engl. 3-Fuß-Spur)                                                           |                                 |                                 |
| |                                                                                     |                                 |                                 |
| \| \| 0 \| Puerto Caldas am Río Cauca \| 950 m \| \| \| \| FC del Pacifico nach La Pintada \| \| \| \| 10 \| La Marina Endbahnhof 1917–1919 \| La Marina Endbahnhof 1917–1919 \| \| \| \| nach Cartago (Río La Vieja) \| \| \| \| 19 \| Tunnel #1 Consota (35 m) \| Tunnel #1 Consota (35 m) \| \| \| 22 \| Villegas Endbahnhof 1919–1921 \| Villegas Endbahnhof 1919–1921 \| \| \| 29 \| Belmonte \| Belmonte \| \| \| 35 \| Nacederos \| Nacederos \| \| \| \| nach Armenia \| \| \| \| 39 \| Pereira Endbahnhof 1921–1925 \| Pereira Endbahnhof 1921–1925 \| \| \| \| Puente Río Otún \| \| \| \| \| Dosquebradas \| \| \| \| \| Puente Río Dosquebradas \| \| \| \| 48 \| Gutiérrez \| Gutiérrez \| \| \| 56 \| Tunnel #2 Boquerón (130 m) \| Tunnel #2 Boquerón (130 m) \| \| \| \| Viadukt Río San Eugenio \| \| \| \| 59 \| Santa Rosa de Cabal \| Santa Rosa de Cabal \| \| \| 64 \| Guayabito \| Guayabito \| \| \| 71 \| La Capilla \| La Capilla \| \| \| 76 \| Campoalegre \| Campoalegre \| \| \| \| Puente Río Campoalegre \| \| \| \| 81 \| Tunnel #3 La Doctora (40 m) \| Tunnel #3 La Doctora (40 m) \| \| \| 83 \| Chinchiná damals San Francisco \| Chinchiná damals San Francisco \| \| \| 87 \| Tunnel #4 Los Cuervos (60 m) \| Tunnel #4 Los Cuervos (60 m) \| \| \| 88 \| Montevideo \| Montevideo \| \| \| 93 \| Río Claro \| Río Claro \| \| \| 95 \| El Arroyo genannt "El Avión" \| El Arroyo genannt "El Avión" \| \| \| 97,2 \| Tunnel #5 Río Claro 1 (90 m) \| Tunnel #5 Río Claro 1 (90 m) \| \| \| 97,7 \| Tunnel #6 Río Claro 2 (91 m) \| Tunnel #6 Río Claro 2 (91 m) \| \| \| 98,2 \| Tunnel #7 El Arango (82 m) \| Tunnel #7 El Arango (82 m) \| \| \| 101 \| Tunnel #8 El Arroyo 1 (58 m) \| Tunnel #8 El Arroyo 1 (58 m) \| \| \| 101 \| Tunnel #9 El Arroyo 2 \| Tunnel #9 El Arroyo 2 \| \| \| 107 \| Villamaría Endbahnhof 1925–1927 \| Villamaría Endbahnhof 1925–1927 \| \| \| 116 \| Tunnel #10 Cervantes (72 m) \| Tunnel #10 Cervantes (72 m) \| \| \| 117 \| Manizales Endbahnhof ab 1927 \| 2153 m \| \| \| \| Puente Rio Consota \| \| \| \| 6 \| San Joaquín \| San Joaquín \| \| \| 11 \| Morelia bei Pereira \| Morelia bei Pereira \| \| \| 14 \| La Selva \| La Selva \| \| \| \| Puente Pedregales \| \| \| \| 18 \| Betulia \| Betulia \| \| \| \| Puente Sucre \| \| \| \| 21 \| Ulloa \| Ulloa \| \| \| \| Venecia \| \| \| \| \| Alcalá \| \| \| \| \| Tunnel Alcalá \| \| \| \| 32 \| Quimbaya Endbahnhof 1927–1929 \| Quimbaya Endbahnhof 1927–1929 \| \| \| \| Carmelita \| \| \| \| \| Puente El Roble \| \| \| \| 43 \| Montenegro \| Montenegro \| \| \| \| Puente Rio Espejo \| \| \| \| \| FC del Pacifico nach Zarzal \| \| \| \| \| Armenia Endbahnhof ab 1929 \| \| |                                                                                     |                                 |                                 |
| Kopfbahnhof Streckenanfang (Strecke außer Betrieb) | 0                                                                                   | Puerto Caldas am Río Cauca      | 950 m                           |
| Abzweig geradeaus und von links (Strecke außer Betrieb) |                                                                                     | FC del Pacifico nach La Pintada | FC del Pacifico nach La Pintada |
| Bahnhof (Strecke außer Betrieb) | 10                                                                                  | La Marina Endbahnhof 1917–1919  | La Marina Endbahnhof 1917–1919  |
| Strecke unter Wasserlauf Anfang Hochstrecke, Ende Hochstrecke und quer (Strecke außer Betrieb) · Abzweig geradeaus, nach rechts und von rechts (Strecke außer Betrieb) |                                                                                     | nach Cartago (Río La Vieja)     | nach Cartago (Río La Vieja)     |
| Tunnel (Strecke außer Betrieb) | 19                                                                                  | Tunnel #1 Consota (35 m)        | Tunnel #1 Consota (35 m)        |
| Haltepunkt / Haltestelle (Strecke außer Betrieb) | 22                                                                                  | Villegas Endbahnhof 1919–1921   | Villegas Endbahnhof 1919–1921   |
| Haltepunkt / Haltestelle (Strecke außer Betrieb) | 29                                                                                  | Belmonte                        | Belmonte                        |
| Haltepunkt / Haltestelle (Strecke außer Betrieb) | 35                                                                                  | Nacederos                       | Nacederos                       |
| Strecke von links (außer Betrieb) · Abzweig geradeaus, nach rechts und von rechts (Strecke außer Betrieb) |                                                                                     | nach Armenia                    | nach Armenia                    |
| Strecke (außer Betrieb) · Bahnhof (Strecke außer Betrieb) | 39                                                                                  | Pereira Endbahnhof 1921–1925    | Pereira Endbahnhof 1921–1925    |
| Strecke (außer Betrieb) · Brücke über Wasserlauf (Strecke außer Betrieb) |                                                                                     | Puente Río Otún                 | Puente Río Otún                 |
| Strecke (außer Betrieb) · Haltepunkt / Haltestelle (Strecke außer Betrieb) |                                                                                     | Dosquebradas                    | Dosquebradas                    |
| Strecke (außer Betrieb) · Brücke über Wasserlauf (Strecke außer Betrieb) |                                                                                     | Puente Río Dosquebradas         | Puente Río Dosquebradas         |
| Strecke (außer Betrieb) · Haltepunkt / Haltestelle (Strecke außer Betrieb) | 48                                                                                  | Gutiérrez                       | Gutiérrez                       |
| Strecke (außer Betrieb) · Tunnel (Strecke außer Betrieb) | 56                                                                                  | Tunnel #2 Boquerón (130 m)      | Tunnel #2 Boquerón (130 m)      |
| Strecke (außer Betrieb) · Brücke über Wasserlauf (Strecke außer Betrieb) |                                                                                     | Viadukt Río San Eugenio         | Viadukt Río San Eugenio         |
| Strecke (außer Betrieb) · Bahnhof (Strecke außer Betrieb) | 59                                                                                  | Santa Rosa de Cabal             | Santa Rosa de Cabal             |
| Strecke (außer Betrieb) · Haltepunkt / Haltestelle (Strecke außer Betrieb) | 64                                                                                  | Guayabito                       | Guayabito                       |
| Strecke (außer Betrieb) · Bahnhof (Strecke außer Betrieb) | 71                                                                                  | La Capilla                      | La Capilla                      |
| Strecke (außer Betrieb) · Haltepunkt / Haltestelle (Strecke außer Betrieb) | 76                                                                                  | Campoalegre                     | Campoalegre                     |
| Strecke (außer Betrieb) · Brücke über Wasserlauf (Strecke außer Betrieb) |                                                                                     | Puente Río Campoalegre          | Puente Río Campoalegre          |
| Strecke (außer Betrieb) · Tunnel (Strecke außer Betrieb) | 81                                                                                  | Tunnel #3 La Doctora (40 m)     | Tunnel #3 La Doctora (40 m)     |
| Strecke (außer Betrieb) · Bahnhof (Strecke außer Betrieb) | 83                                                                                  | Chinchiná damals San Francisco  | Chinchiná damals San Francisco  |
| Strecke (außer Betrieb) · Tunnel (Strecke außer Betrieb) | 87                                                                                  | Tunnel #4 Los Cuervos (60 m)    | Tunnel #4 Los Cuervos (60 m)    |
| Strecke (außer Betrieb) · Haltepunkt / Haltestelle (Strecke außer Betrieb) | 88                                                                                  | Montevideo                      | Montevideo                      |
| Strecke (außer Betrieb) · Haltepunkt / Haltestelle (Strecke außer Betrieb) | 93                                                                                  | Río Claro                       | Río Claro                       |
| Strecke (außer Betrieb) · Haltepunkt / Haltestelle (Strecke außer Betrieb) | 95                                                                                  | El Arroyo genannt "El Avión"    | El Arroyo genannt "El Avión"    |
| Strecke (außer Betrieb) · Tunnel (Strecke außer Betrieb) | 97,2                                                                                | Tunnel #5 Río Claro 1 (90 m)    | Tunnel #5 Río Claro 1 (90 m)    |
| Strecke (außer Betrieb) · Tunnel (Strecke außer Betrieb) | 97,7                                                                                | Tunnel #6 Río Claro 2 (91 m)    | Tunnel #6 Río Claro 2 (91 m)    |
| Strecke (außer Betrieb) · Tunnel (Strecke außer Betrieb) | 98,2                                                                                | Tunnel #7 El Arango (82 m)      | Tunnel #7 El Arango (82 m)      |
| Strecke (außer Betrieb) · Tunnel (Strecke außer Betrieb) | 101                                                                                 | Tunnel #8 El Arroyo 1 (58 m)    | Tunnel #8 El Arroyo 1 (58 m)    |
| Strecke (außer Betrieb) · Tunnel (Strecke außer Betrieb) | 101                                                                                 | Tunnel #9 El Arroyo 2           | Tunnel #9 El Arroyo 2           |
| Strecke (außer Betrieb) · Bahnhof (Strecke außer Betrieb) | 107                                                                                 | Villamaría Endbahnhof 1925–1927 | Villamaría Endbahnhof 1925–1927 |
| Strecke (außer Betrieb) · Tunnel (Strecke außer Betrieb) | 116                                                                                 | Tunnel #10 Cervantes (72 m)     | Tunnel #10 Cervantes (72 m)     |
| Strecke (außer Betrieb) · Kopfbahnhof Streckenende (Strecke außer Betrieb) | 117                                                                                 | Manizales Endbahnhof ab 1927    | 2153 m                          |
| Brücke über Wasserlauf (Strecke außer Betrieb) |                                                                                     | Puente Rio Consota              | Puente Rio Consota              |
| Haltepunkt / Haltestelle (Strecke außer Betrieb) | 6                                                                                   | San Joaquín                     | San Joaquín                     |
| Haltepunkt / Haltestelle (Strecke außer Betrieb) | 11                                                                                  | Morelia bei Pereira             | Morelia bei Pereira             |
| Haltepunkt / Haltestelle (Strecke außer Betrieb) | 14                                                                                  | La Selva                        | La Selva                        |
| Brücke über Wasserlauf (Strecke außer Betrieb) |                                                                                     | Puente Pedregales               | Puente Pedregales               |
| Haltepunkt / Haltestelle (Strecke außer Betrieb) | 18                                                                                  | Betulia                         | Betulia                         |
| Brücke über Wasserlauf (Strecke außer Betrieb) |                                                                                     | Puente Sucre                    | Puente Sucre                    |
| Bahnhof (Strecke außer Betrieb) | 21                                                                                  | Ulloa                           | Ulloa                           |
| Haltepunkt / Haltestelle (Strecke außer Betrieb) |                                                                                     | Venecia                         | Venecia                         |
| Haltepunkt / Haltestelle (Strecke außer Betrieb) |                                                                                     | Alcalá                          | Alcalá                          |
| Tunnel (Strecke außer Betrieb) |                                                                                     | Tunnel Alcalá                   | Tunnel Alcalá                   |
| Bahnhof (Strecke außer Betrieb) | 32                                                                                  | Quimbaya Endbahnhof 1927–1929   | Quimbaya Endbahnhof 1927–1929   |
| Haltepunkt / Haltestelle (Strecke außer Betrieb) |                                                                                     | Carmelita                       | Carmelita                       |
| Brücke über Wasserlauf (Strecke außer Betrieb) |                                                                                     | Puente El Roble                 | Puente El Roble                 |
| Bahnhof (Strecke außer Betrieb) | 43                                                                                  | Montenegro                      | Montenegro                      |
| Brücke über Wasserlauf (Strecke außer Betrieb) |                                                                                     | Puente Rio Espejo               | Puente Rio Espejo               |
| Abzweig geradeaus und von rechts (Strecke außer Betrieb) |                                                                                     | FC del Pacifico nach Zarzal     | FC del Pacifico nach Zarzal     |
| Kopfbahnhof Streckenende (Strecke außer Betrieb) |                                                                                     | Armenia Endbahnhof ab 1929      | Armenia Endbahnhof ab 1929      |

Die Ferrocarril de Caldas (Caldas-Bahn) war eine schmalspurige Bahnstrecke im kolumbianischen Departamento Caldas. Ihr ehemaliger Streckenverlauf führt auch durch die heutigen Departamentos Valle del Cauca, Risaralda und Quindío.
Im Endausbau verband sie ab 1927 die Departamentshauptstadt Manizales mit dem Río Cauca. Sie hatte zehn Tunnel zwischen 25 und 105 m Länge. Der Betrieb wurde wegen Unrentabilität eingestellt. Die Trasse ist stellenweise noch sichtbar, teilweise liegen sogar noch Schienen. Zudem sind verschiedenen Bahnhöfe erhalten geblieben.

## Geschichte

### Planungen
Anfang des 20. Jahrhunderts war das erst 1905 gegründete Departamento Caldas ein aufstrebendes Zentrum des Kaffeeanbaus. Die Ernte musste jedoch per Maulesel oder Ochsenkarren hinab an den Río Cauca gebracht werden, wo sie mit Dampfschiffen weitertransportiert wurde. Um den Pazifikhafen Buenaventura zu erreichen, brauchte man bis zu 6 Wochen. Im Dezember 1911 entschloss sich die Regierung des Departamentos, eine Eisenbahnlinie von Manizales bis zum Río Cauca zu bauen, wobei die Zentralregierung in Bogotá einen Zuschuss von knapp 10.000 Pesos pro Streckenkilometer gewährte. Eigentümer und Betreiber sollte das Departamento Caldas sein.
Mit der Vorstudie wurde der Ingenieur Felipe Zapata Cuenca beauftragt, der in England studiert hatte und schon beim Bau einer Eisenbahnlinie in Uruguay beteiligt war. Am 1. Januar 1912 gab Zapata seinen Bericht ab. Er sah einen der Endpunkte in Manizales vor, den anderen in dem kleinen Weiler Puerto Caldas an der Mündung des Río La Vieja in den Río Cauca in der Nähe von Cartago. Er plante mit einer Spurweite von 60 cm, einer Streckenlänge von 80 km und schätzte die Baukosten auf 2 Millionen Pesos, die Bauzeit auf zwei Jahre. Er empfahl auch den Bau einer Nebenlinie nach Armenia, damals bereits eine aufstrebende Stadt.
Am 1. Mai 1912 legte Zapata eine detaillierte Planung vor. Er hatte dabei die Spurweite von 60 cm auf 91,4 cm geändert, weil die Pazifikbahn (Ferrocarril del Pacifico) diese Spurweite ebenfalls verwendete, und damit ein direkter Anschluss nicht ausgeschlossen war. Die Trasse sollte zunächst am nördlichen Ufer des Río La Vieja und dann weiter am nördlichen Ufer des Río Consotá langsam ansteigend bis auf die Höhe verlaufen, auf der Pereira liegt. Hier sollte die Trasse den Río Otún überbrücken und über eine Reihe von Hügeln Santa Rosa de Cabal erreichen. Von hier sollte die Bahn über Chinchiná bis nach Villamaría führen. Der letzte Streckenabschnitt nach Manizales sah Steigungen von über 4 % vor. Aus finanziellen Gründen sollte mit dem Bau am Río Cauca begonnen werden, um sich Stück für Stück nach Manizales vorzuarbeiten. Nach Fertigstellung der Planungen verließ Ingenieur Zapata das Projekt und beteiligte sich am Bau der Ferrocarril de Girardot.
Die detaillierte Streckenplanung für die ersten 36 km war am 30. Januar 1913 abgeschlossen. Neben der Spurweite von 914 mm war die maximale Steigung auf diesem Abschnitt auf 2 % festgelegt worden mit einem minimalen Radius von 71,85 m. Die Kosten für diesen Abschnitt betrugen 912.556 Pesos, was einen Betrag von 25.000 Pesos pro Kilometer bedeutete. Damit lagen die Kosten deutlich höher als zuerst angenommen, so dass der Staat seinen Zuschuss auf 15.000 Pesos pro Kilometer erhöhte. Damit wurden die technischen Daten noch einmal geändert, die maximale Steigung auf 3 % festgelegt und der minimale Radius auf 80 m.
Anfang 1913 begannen heftige Diskussionen über die Sinnhaftigkeit einer Eisenbahn zum Río Cauca. Es wurde eine Seilbahn ins Gespräch gebracht, die Manizales mit Mariquita, an der Dorada-Ambalena-Eisenbahn (La Dorada Railway) gelegen, verbinden könne. Immerhin ist Mariquita auf dem Luftwege nur 50 km von Manizales entfernt. Über diese Seilbahn wäre der Río Magdalena mit den zentralen Atlantikhäfen erreichbar. Bereits 1910 hatte die englische Dorada-Eisenbahn eine Konzession für eine derartige Seilbahn erhalten. Sie unterstützte daher mit Kräften weiter die Diskussion in Manizales, die gerade zu einer Zeit stattfand, als man die Eisenbahnpläne konkretisierte (Zur Seilbahn, siehe weiter unten). Die Überlegungen hatten aber auch einen logischen Aspekt. Damals war die Bahn zwischen Cali und Buenaventura noch im Bau, was bedeutete, dass doch wieder für eine Teilstrecke der Kaffee auf Maultieren verladen werden musste. Zudem war der Schiffstransport gegen die Strömung auf dem Río Cauca langsam. Außerdem erreichte man vom Pazifikhafen Buenaventura nicht die Absatzmärkte für den Kaffee aus dem Departamento Caldas. So war es kein Wunder, dass die Abgeordnetenversammlung von Caldas 1913 die Planungen suspendierte. Da die Eisenbahngesellschaft sich aber sicher finanziert sah, bestellte man im Oktober 1913 als Reaktion die erste Lokomotive, zwei Personenwagen, sechs Flachwagen und zwei Draisinen.
Im darauffolgenden Jahr korrigierte die Abgeordnetenversammlung ihren Beschluss mit dem Argument: die Seilbahne nutze nur etwas für den Kaffee-Transport, die Eisenbahn aber transportiere auch die Bürger von Caldas.
So wurde im Laufe des Jahres 1914 ein Großteil der Strecke vermessen, wofür der Ingenieur Jorge Paez Gonzalez verantwortlich war. Er kartierte den Abschnitt zwischen Puerto Caldas und Quiebra de Vásquez, einem kleinen Pass zwischen Pereira und Santa Rosa de Cabal. Die Breite der Trasse betrug 30 m und bot genügend Platz für eine Überland-Telefonleitung neben den Gleisen. Aufgrund des Ersten Weltkriegs in Europa ging aber der Kaffeeumsatz zurück, wodurch die kolumbianische Wirtschaft litt, so dass sich der Baubeginn verzögerte.

### Erster Bauabschnitt

Karte: FC de Caldas: Puerto Caldas - Manizales

Schließlich wurde im August 1915 unter der Leitung des Ingenieurs Luis A. Isaza der Bau begonnen. Am 16. Juli wurde der erste Nagel durch den Gouverneur José Ignacio Villegas eingeschlagen. Allerdings gab es noch keine Schienen und lediglich eine erste Lichtung am Río Cauca, die nun Puerto de Caldas hieß. Die Strecke führte von Puerto Caldas am Río Cauca dem linken Ufer des Río La Vieja folgend nach La Marina. Diese ersten 10 km gingen am 2. Juli 1917 in Betrieb. Züge wurden von der Lokomotive No. 1 gezogen, die nach dem ersten tätigen Ingenieur Zapata genannt wurde. Die Lok Zapata hatte ein Gewicht von 17,5 t und erreichte eine Höchstgeschwindigkeit von 30 km/h. Mittlerweile bestand das rollende Material aus einem Personenwagen 2. Klasse, acht Güterwagen, zwei Viehwagen, sechs Flachwagen und zwei Draisinen.

### Nach Pereira

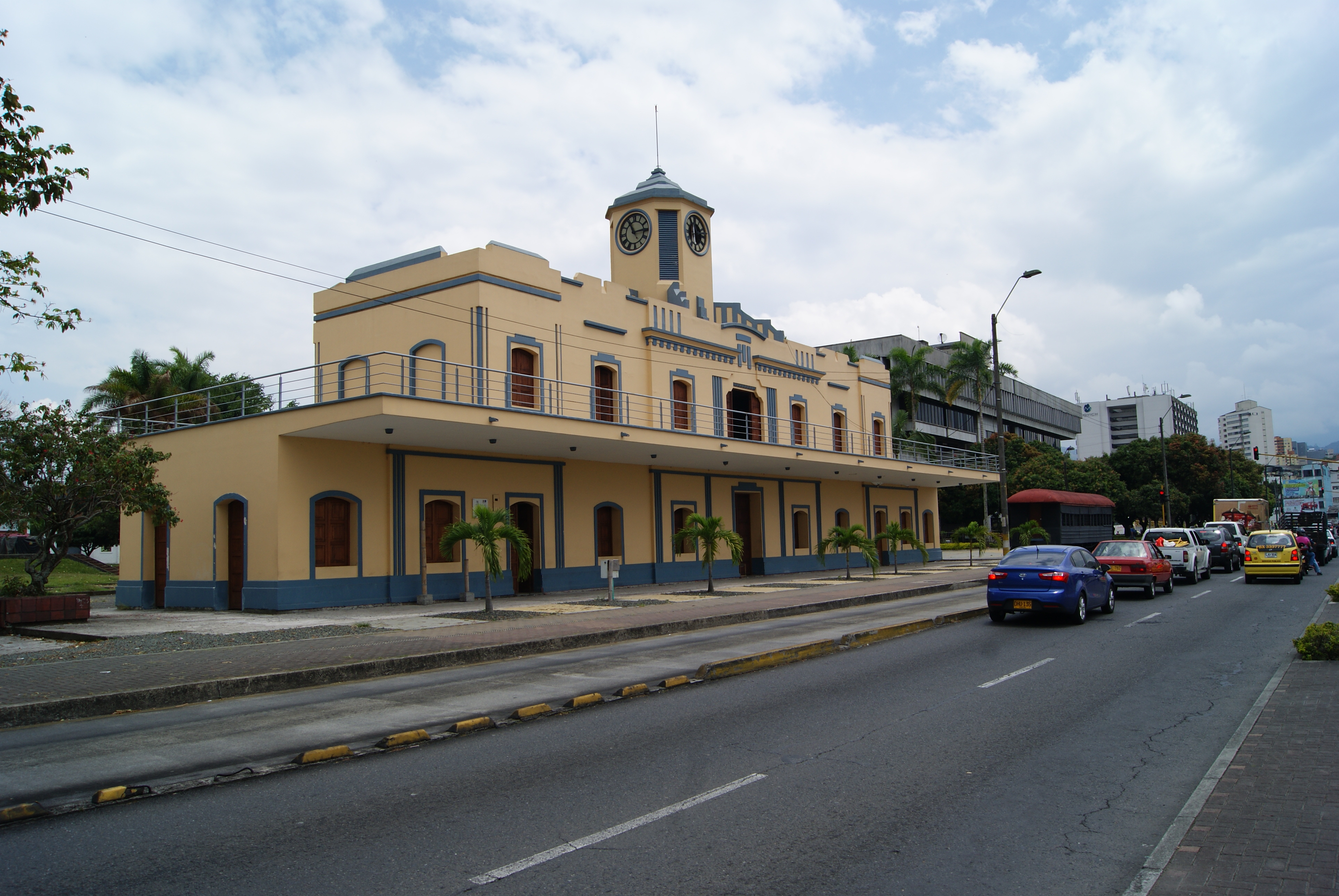
Bahnhofsgebäude von Pereira (2012)

Wegen der schwierigen ökonomischen Lage von Kolumbien dauerte es bis zum 17. Januar 1919, bis der nächste Bahnhof im kleinen Ort Villegas erreicht war. Der nächste Abschnitt im Tal des Río Consotá stellte bautechnisch hohe Anforderungen. Nun stieg die Strecke stark an und erreichte bei km 21 ein Plateau nördlich des Tals des Río Consotá. Teilweise mussten 50 m hohe Böschungen errichtet werden. Der neue Endbahnhof der Strecke war Pereira. Dieser Abschnitt wurde am 7. Juli 1921 eingeweiht, der erste Zug folgte einen Tag später. Die Gleise wurden noch bis auf die Passhöhe Quiebra de Vásquez bei Santa Rosa de Cabal verlegt, ehe die Arbeiten aus Geldmangel wieder eingestellt werden mussten. Inzwischen war der Fuhrpark auf drei Lokomotiven angewachsen, die alle nach den bisher tätigen Ingenieuren benannt waren, die diese Bahn ermöglicht hatten: die „Zapata“ mit 17,5 t, die „Paez“ mit 35 t und die „Isaza“ mit 37 t. Als Verladestation der Kaffeeernte erfuhr die Stadt Pereira einen starken Aufschwung. Mittlerweile war auch die Pazifikbahn (Ferrocarril del Pacifico) von Cali nach Buenaventura fertiggestellt worden. Die nun mögliche kombinierte Frachtroute: Caldas-Eisenbahn, Schiffstransport auf dem Rio Cauca, Pazifikbahn brachte der ganzen Region einen wirtschaftlichen Aufschwung.

### Abzweig nach Cartago

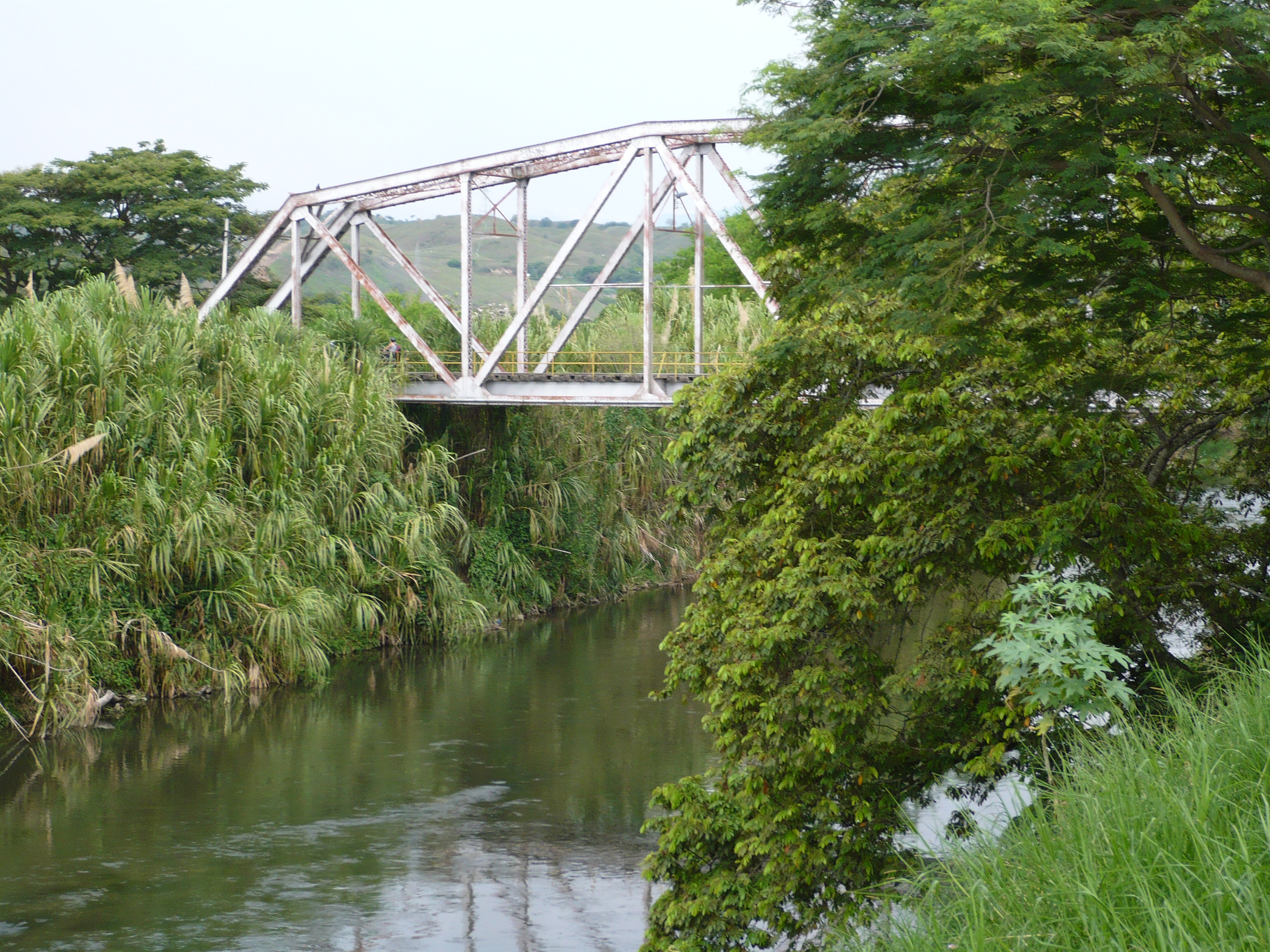
Alte Bahnbrücke über den Río La Vieja in Cartago (2015)

Cartago liegt am südlichen Ufer des Río La Vieja, gegenüber von La Marina. 1922 wurde der Abzweig mit einer 70 m langen Metall-Brücke über den Río La Vieja in Betrieb genommen. 1924 erreichte die Ferrocarril del Pacifico von Cali her den Bahnhof von Cartago. Damit bestand nun eine durchgehende Bahnverbindung von Pereira nach Buenaventura am Pazifik.

### Nach Manizales

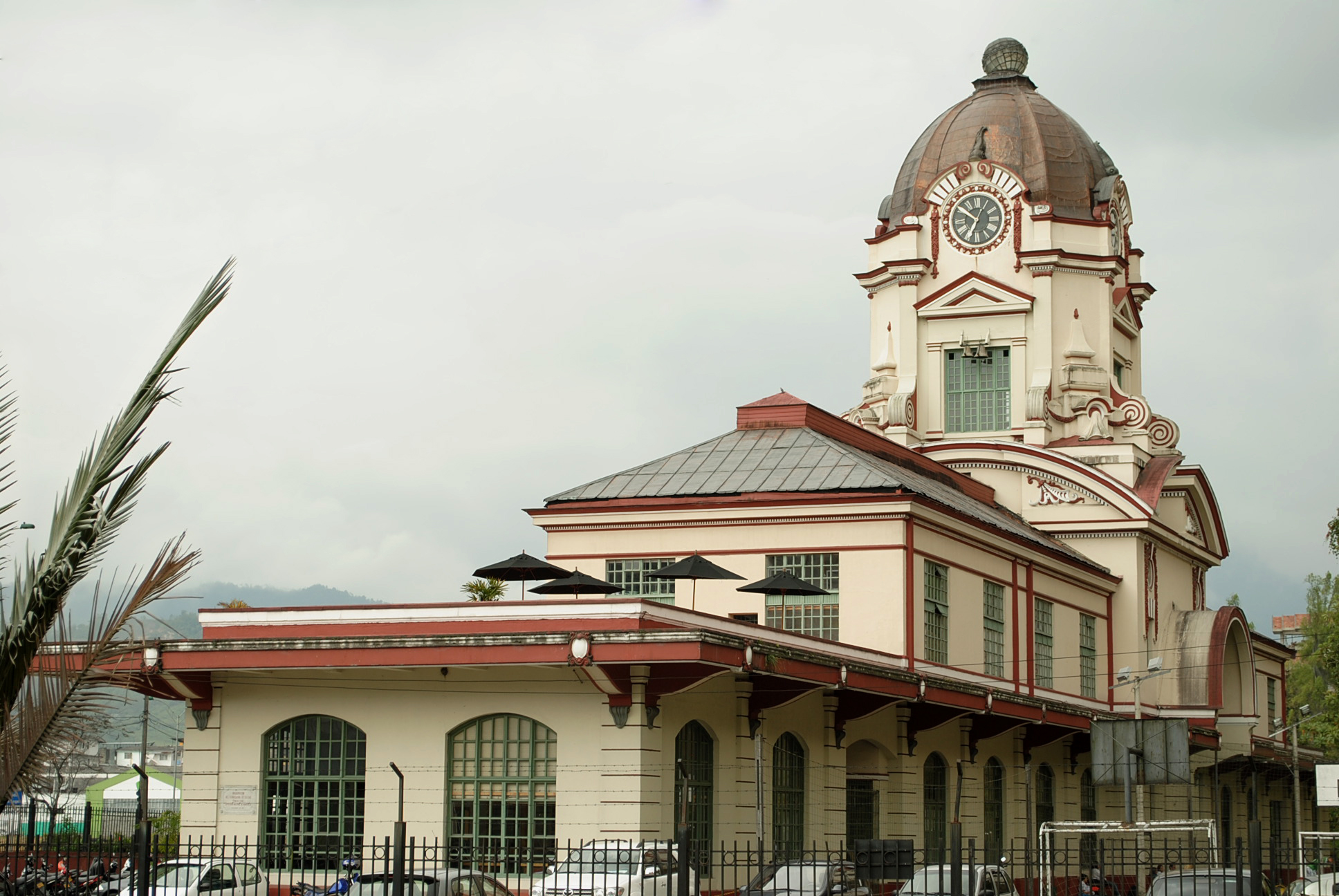
Bahnhofsgebäude von Manizales (2012)

Nicht nur aus finanziellen Gründen wurden die Arbeiten unterbrochen, es musste auch untersucht werden, wie die Bahnstrecke weitergeführt werden konnte, denn das Gelände zwischen Santa Rosa de Cabal und Villamaría und vor allem der weitere Verlauf nach Manizales ist topographisch sehr anspruchsvoll.
Mit Hilfe von zwei Offizieren des United States Army Corps of Engineers wurde sogar untersucht, ob eine elektrifizierte Strecke günstiger wäre, denn Elektroloks konnten größere Steigungen bezwingen, was die Strecke verkürzt hätte. Die Entscheidung fiel letztendlich zugunsten der bereits vorhandenen Dampfloks.
Der Ausbau wurde fortgesetzt, als die kolumbianische Regierung durch den Thomson-Urrutia-Vertrag 25 Millionen Dollar von den USA erhielt und im Gegenzug die Unabhängigkeit Panamas anerkannte. Ein Teil dieses Geldes wurde ab 1924 für den Ausbau des Eisenbahnnetzes in Kolumbien verwendet, die Caldas-Bahn erhielt einen günstigen Kredit über 720.000 Pesos für den Ausbau der Strecke nach Manizales.
Die Strecke zwischen Pereira und Villamaría wurde schon 1925 eröffnet. Die Trasse nach Manizales war wesentlich anspruchsvoller und erforderte Steigungen von 4 % bis 5 %. Im Jahre 1927 wurde endlich der Endpunkt Manizales erreicht.
Da die Pazifikbahn Ferrocarril del Pacifico inzwischen einen Anschluss an Cartago hatte, konnte der Kaffee aus der Provinz Caldas ohne umzuladen per Bahn direkt nach Cali oder an den Pazifikhafen Buenaventura gebracht werden. Die Gesamtlänge der Bahn zwischen Manizales und Puerto Caldas betrug 117 km.

### Strecke nach Armenia

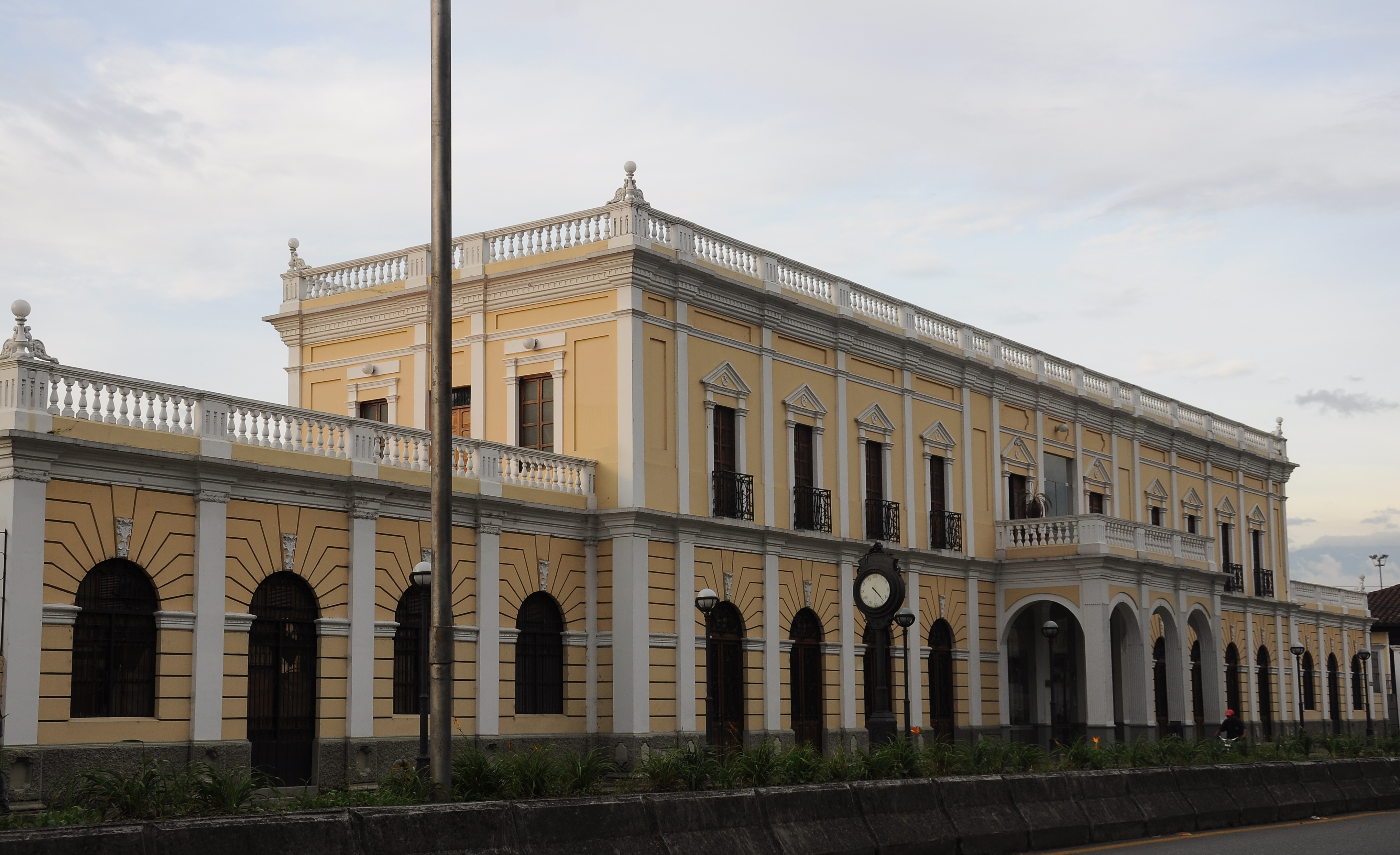
Bahnhofsgebäude von Armenia (2012)

Gleichzeitig mit dem letzten Teilstück zwischen Villamaría und Manizales wurde ab 1925 eine Seitenlinie nach Armenia errichtet, die von der Hauptstrecke in Nacederos, kurz vor Pereira, abzweigte. Das erste Teilstück zwischen Nacederos und Quimbaya ging 1927 in Betrieb, das zweite Teilstück mit der restlichen Strecke bis Armenia im Jahre 1929.

### Seilbahn in Manizales
Während die Caldas-Bahn von Südwesten kommend auf Manizales hingebaut wurde, wurde von dort aus ein weiterer Güterweg nach Nordosten errichtet: die Materialseilbahn Mariquita-Manizales. Ab 1922 war es möglich, Kaffee von Manizales aus per Seilbahn nach Mariquita in der Provinz Tolima zu transportieren. Mit 75 km Länge war sie zu ihrer Zeit die längste Seilbahn der Welt. Der Höhenunterschied zwischen Manizales und Mariquita betrug 1500 m.
Eine ähnliche, aber wesentlich kürzere Seilbahn wurde von der Regierung von Caldas zwischen Manizales und Villa María errichtet. Der Betrieb wurde der Eisenbahngesellschaft Ferrocarril de Caldas übertragen.

### Stilllegung
Ein Gesetz des Jahres 1948 ermöglichte es dem Staat, den Provinzen deren Eisenbahnlinien abzukaufen. Aufgrund der immer größeren Konkurrenz durch den Straßenverkehr hatte die Caldas-Bahn in den letzten Jahren nur Verluste erwirtschaftet, so dass Caldas die Strecke zuerst an die Gesellschaft Ferrocarril del Pacífico übergab, bis sie 1951, wie alle kolumbianischen Strecken, der Consejo Nacional de Ferrocarriles (CNF) übereignet wurde.
Die Strecke zwischen Pereira und Manizales wurde bald außer Betrieb genommen. In Pereira wurden 1959 die Schienen entfernt, mit der Begründung, dass sie dem Wachstum der Stadt hinderlich seien. Einige Jahre später wurde auch die Strecke zwischen Cartago und Pereira aufgegeben.
Der ehemalige Bahnhof Manizales ist heute ein Universitätsgebäude, in den ehemaligen Bahnhöfen Pereira und Armenia sind Bibliotheken untergebracht. In diesen drei Städten stehen die früheren Dampfloks der Caldas-Bahn als öffentliche Ausstellungsstücke. Einige Bahnhöfe sind als Kulturdenkmäler geschützt.

### Bedeutung
Auch wenn die Bahn bereits 1959 im Personenverkehr und in den 1970er Jahren auch im Güterverkehr auf ihrem letzten Teilabschnitt aufgegeben wurde, hatte der Bau der Bahn und die Verbesserung der Verkehrsverbindungen einen bedeutenden Anteil an dem wirtschaftlichen Aufschwung der Region. Dabei spielte auch eine Rolle, dass das Departamento Caldas die Bahn mit seinen wirtschaftlichen Möglichkeiten errichtet hat.

### Aktuelle Situation
Die Bahnstrecke sollte von Cartago aus in Richtung La Felisa ab 2000 reaktiviert werden. Außerhalb von Puerto Colombia wurden neue Gleise und Schwellen verlegt. Allerdings stehen entlang der Bahnstrecke in La Marina und dem heutigen Puerto Caldas Häuser, ein Ergebnis der starken Landflucht in Kolumbien. Die Bahntrasse in Richtung Manizales ist insbesondere in Pereira und Villamaria weitgehend überbaut. In den Vororten bzw. den kleinen Orten ist die Trasse als Straße erhalten mit Bebauung entlang der Trasse. Im ländlichen Bereich ist wird die Trasse als befestigte kleine Straße oder als Weg genutzt. Die Tunnels sind bis auf dem Tunnel "Cervantes" in Manizales erhalten, teilweise begehbar. Die meisten Brücken existieren auch heute, sind aber teilweise als Straßenbrücken umgebaut.
Die Bahnhofsgebäude von Cartago, Pereira, Santa Rosa de Cabal, Chinchiná und Manizales sowie Armenia sind als nationale Denkmäler erhalten.

## Rollendes Material
Dank der ausführlichen Arbeit und Forschungen des kolumbianischen Eisenbahn-Ingenieurs Gustavo Arrias de Greiff sind die Lokomotiven der Ferrocarril de Caldas identifiziert und bekannt.

### Lokomotiven der Ferrocarriles de Caldas
| Nr. | Name                    | Achsfolge | Baujahr | Hersteller               | Fabrik-Nr. | Zylindermaße     | Antriebsräder | Gesamtgewicht | Leistung | Verbleib                 |                               |                               |
| --- | ----------------------- | --------- | ------- | ------------------------ | ---------- | ---------------- | ------------- | ------------- | -------- | ------------------------ | ----------------------------- | ----------------------------- |
| 1   | Zapata                  | 2-4-2 T   | 1916    | Baldwin                  | 42964      | 8 x 12 inch      | 1448 mm       | 14 t          | 110 PS   | Denkmal Manizales        |                               |                               |
| 2   | Isaza                   | 2-6-0     | 1918    | Baldwin                  | 50737      | 14 x 18 inch     |               | 30 t          | 482 PS   |                          |                               |                               |
| 3   | Paéz                    | 2-6-0     | 1918    | Gover Machine Works      | 15204      | 15 x 20 inch     | 960 mm        | 33,1 t        | 563 PS   |                          |                               |                               |
| 4   | Dr.Gurierrez Arango     | 2-6-0     | 1920    | Baldwin                  | 53040      | 14 x 18 inch     | 1016mm        | 34,4 t        | 532 PS   | FC del Pacifico#2        |                               |                               |
| 5   | Escobar                 | 2-6-0     | 1920    | Baldwin                  | 53051      | 14 x 18 inch     | 1016mm        | 34,4 t        | 532 PS   | FC Ambalema-Ibague#3     | División Centrales#3 (1953)   |                               |
| 6   | E.Serna G.              | 2-8-2     | 1922    | Alco                     | 63270      | 16 x 22 inch     |               | 49 t          | 745 PS   | FC del Pacifico#3 (1953) |                               |                               |
| 7   | General Ramón Jaramillo | 2-6-2 T   | 1922    | Baldwin                  | 55740      | 11 x 16 inch     |               | 27,6 t        |          |                          |                               |                               |
| 8   |                         | 2-8-2     | 1923    | Alco                     | 65350      | 17 x 22 inch     | 1067 mm       | 54,4 t        | 745 PS   | FC del Pacifico#4 (1953) |                               |                               |
| 9   |                         | 2-8-2     | 1925    | Baldwin                  | 58418      | 15 x 20 inch     |               | 43,7 t        | 663 PS   | FC Ambalema-Ibague#4     | División Centrales#42 (1953)  |                               |
| 10  |                         | 4-8-0     | 1925    | B.M.A.G. (Schwartzkopff) | 8670       | 17 x 22 inch     | 1016mm        | 52,4 t        | 884PS    | FC del Pacifico#11       | Denkmal Cali                  |                               |
| 11  |                         | 4-8-0     | 1925    | B.M.A.G. (Schwartzkopff) | 8671       | 17 x 22 inch     | 1016mm        | 52,4 t        | 884PS    | FC del Pacifico#21       |                               |                               |
| 12  |                         | 4-8-0     | 1926    | B.M.A.G. (Schwartzkopff) | 8818       | 17 x 22 inch     | 1016mm        | 52,4 t        | 884PS    | FC del Pacifico#22       |                               |                               |
| 13  |                         | 4-8-0     | 1926    | B.M.A.G. (Schwartzkopff) | 8819       | 17 x 22 inch     | 1016mm        | 52,4 t        | 884PS    | FC del Pacifico#96       |                               |                               |
| 14  |                         | 4-8-0     | 1926    | B.M.A.G. (Schwartzkopff) | 8832       | 17 3/4 x 22 inch | 1016mm        | 52,4 t        | 884PS    | FC del Pacifico#97       | División Magdalena#52 (1954)  |                               |
| 15  |                         | 4-8-0     | 1926    | B.M.A.G. (Schwartzkopff) | 8833       | 17 3/4 x 22 inch | 1016mm        | 52,4 t        | 884PS    | FC del Pacifico#98       |                               |                               |
| 16  |                         | 4-8-0     | 1926    | B.M.A.G. (Schwartzkopff) | 8960       | 17 3/4 x 22 inch | 1016mm        | 52,4 t        | 884PS    | FC del Pacifico#99       | División Magdalena#53 (1954)  |                               |
| 17  |                         | 4-8-0     | 1927    | B.M.A.G. (Schwartzkopff) | 8961       | 17 3/4 x 22 inch | 1016mm        | 52,4 t        | 884PS    | FC del Pacifico#100      | División Magdalena#100        |                               |
| 18  |                         | 4-8-0     | 1927    | B.M.A.G. (Schwartzkopff) | 8962       | 17 3/4 x 22 inch | 1016mm        | 52,4 t        | 884PS    | FC del Pacifico#101      | División Magdalena#101 (1958) |                               |
| 19  |                         | 4-8-0     | 1928    | B.M.A.G. (Schwartzkopff) | 9320       | 17 3/4 x 22 inch | 1016mm        | 52,4 t        | 884PS    | FC del Pacifico#102      | División Magdalena#102 (1958) |                               |
| 20  |                         | 4-8-0     | 1928    | B.M.A.G. (Schwartzkopff) | 9321       | 17 3/4 x 22 inch | 1016mm        | 52,4 t        | 884PS    | FC del Pacifico#103      | División Magdalena#103 (1958) |                               |
| 21  |                         | 4-8-0     | 1928    | B.M.A.G. (Schwartzkopff) | 9322       | 17 3/4 x 22 inch | 1016mm        | 52,4 t        | 884PS    | Nacederos-Armenia #4     | FC del Pacifico#27            | División Magdalena#55? (1958) |
| 22  |                         | 4-8-0     | 1928    | B.M.A.G. (Schwartzkopff) | 9323       | 17 3/4 x 22 inch | 1016mm        | 52,4 t        | 884PS    | Nacederos-Armenia #5     | FC del Pacifico#28            | División Magdalena#56? (1958) |

Quelle: Gustavo Arrias de Greiff (1986); Bernd Vollmer (Manuskript 1985)
Die in den Jahren 1925 bis 1929 von B.M.A.G (Schwartzkopff) aus Berlin gelieferten Lokomotiven wurden nach einem Entwurf von P. C. Dewhurst gebaut. Diese als „Doceruedas“ bezeichneten Lokomotiven zählten zu den besten für Kolumbien gelieferten Lokomotiven und wurden erst durch die Lieferung von Diesellokomotiven nach und nach ausgemustert. Die ersten Loks kamen 1954 zur im Bau befindlichen Magdalena-Bahn, 1958 folgten weitere Loks.

## Bahnhöfe der Ferrocarril de Caldas

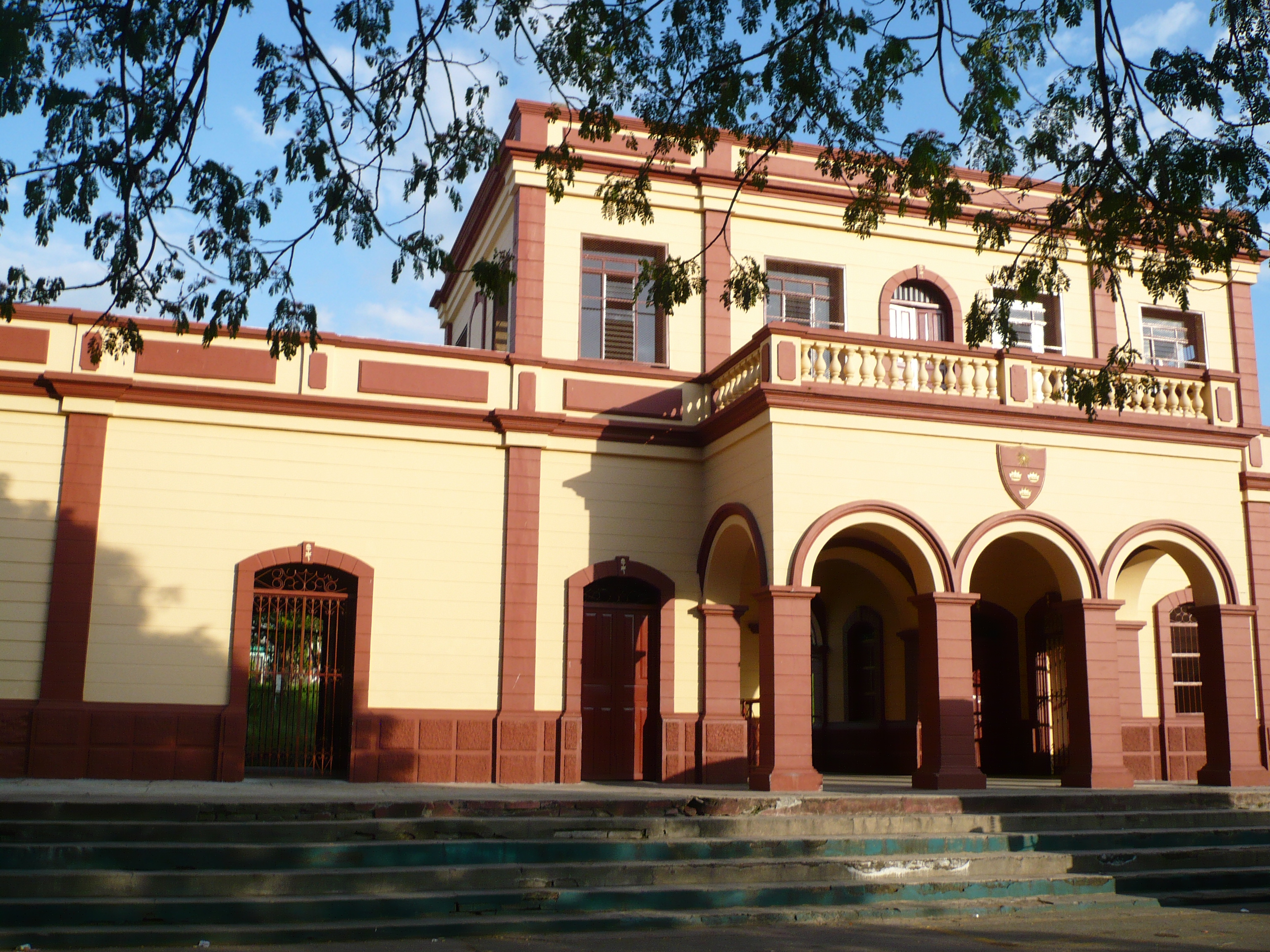
Bahnhofsgebäude von Cartago (2015)
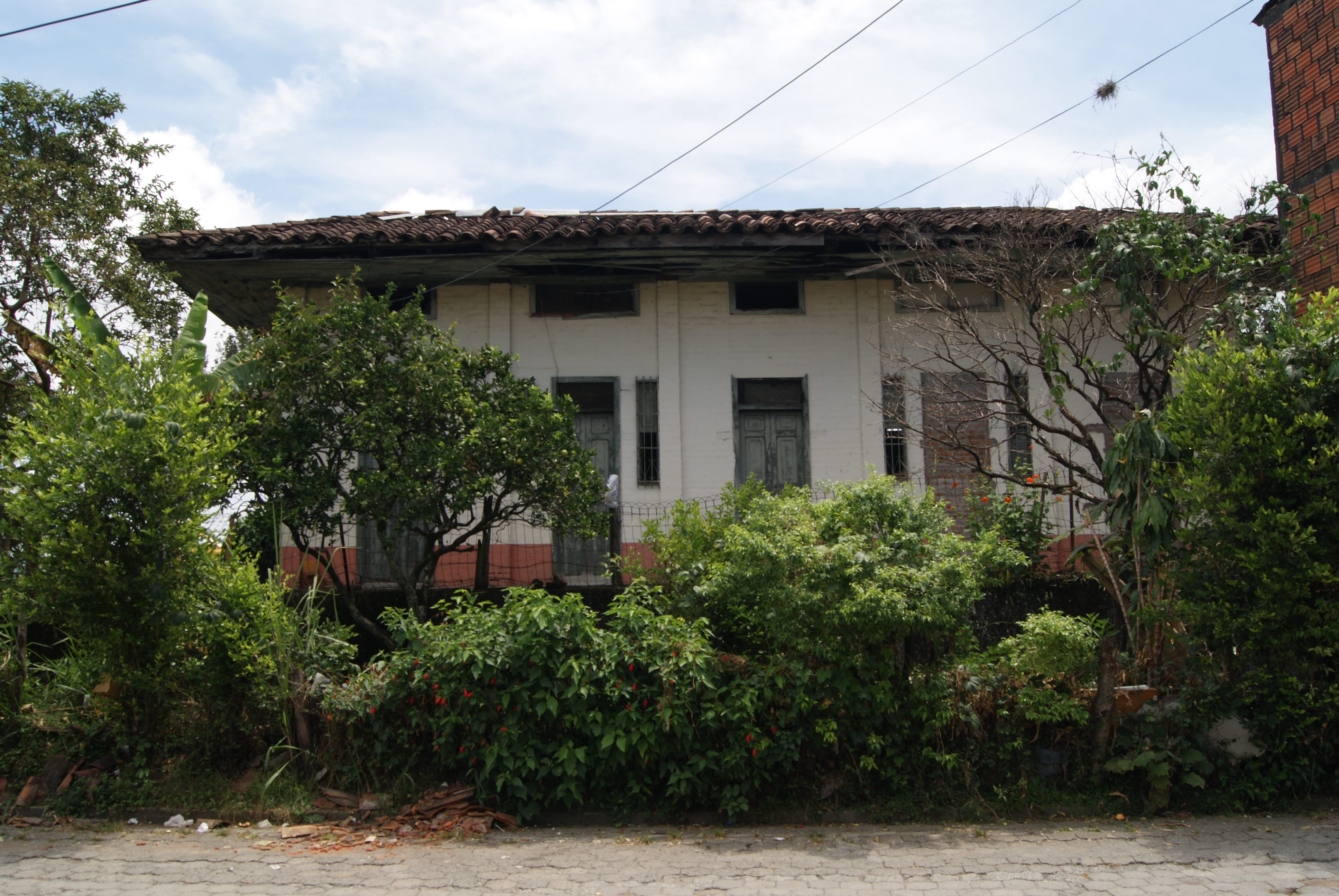
Stationsgebäude von Nacederos (2012)
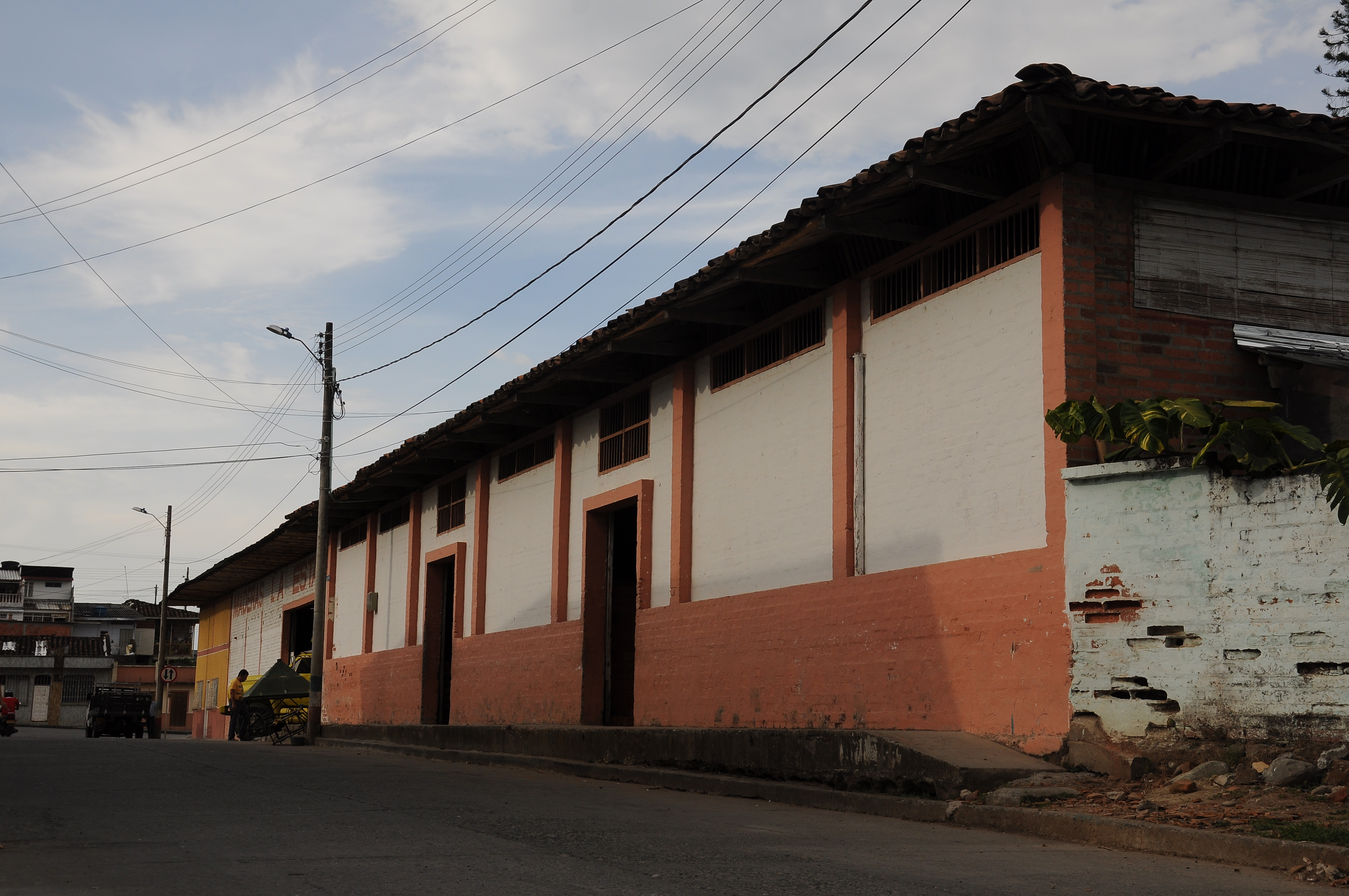
Bahnhof Montenegro an der Linie nach Armenia (2012)
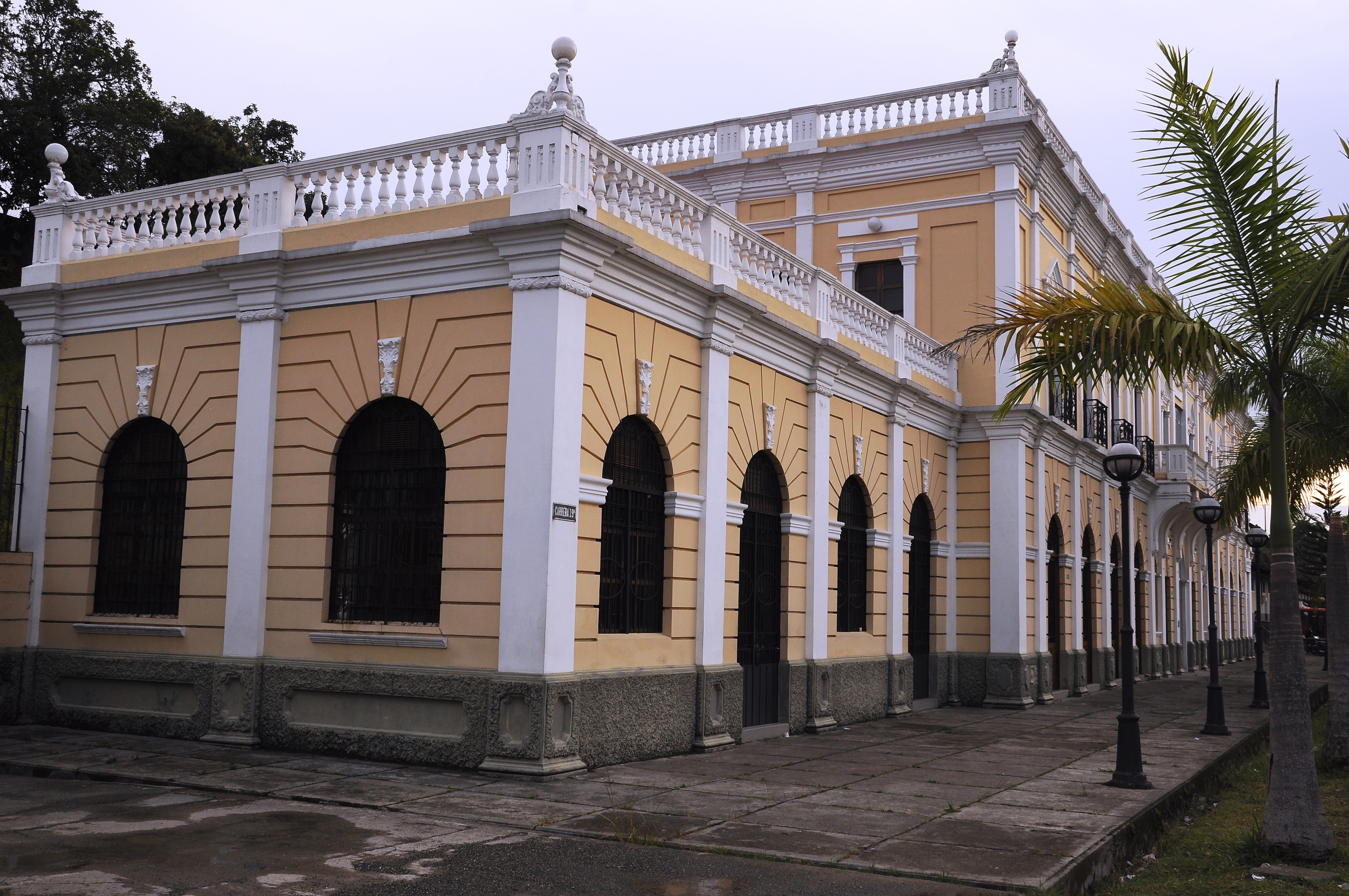
Bahnhofsgebäude von Armenia (2012)
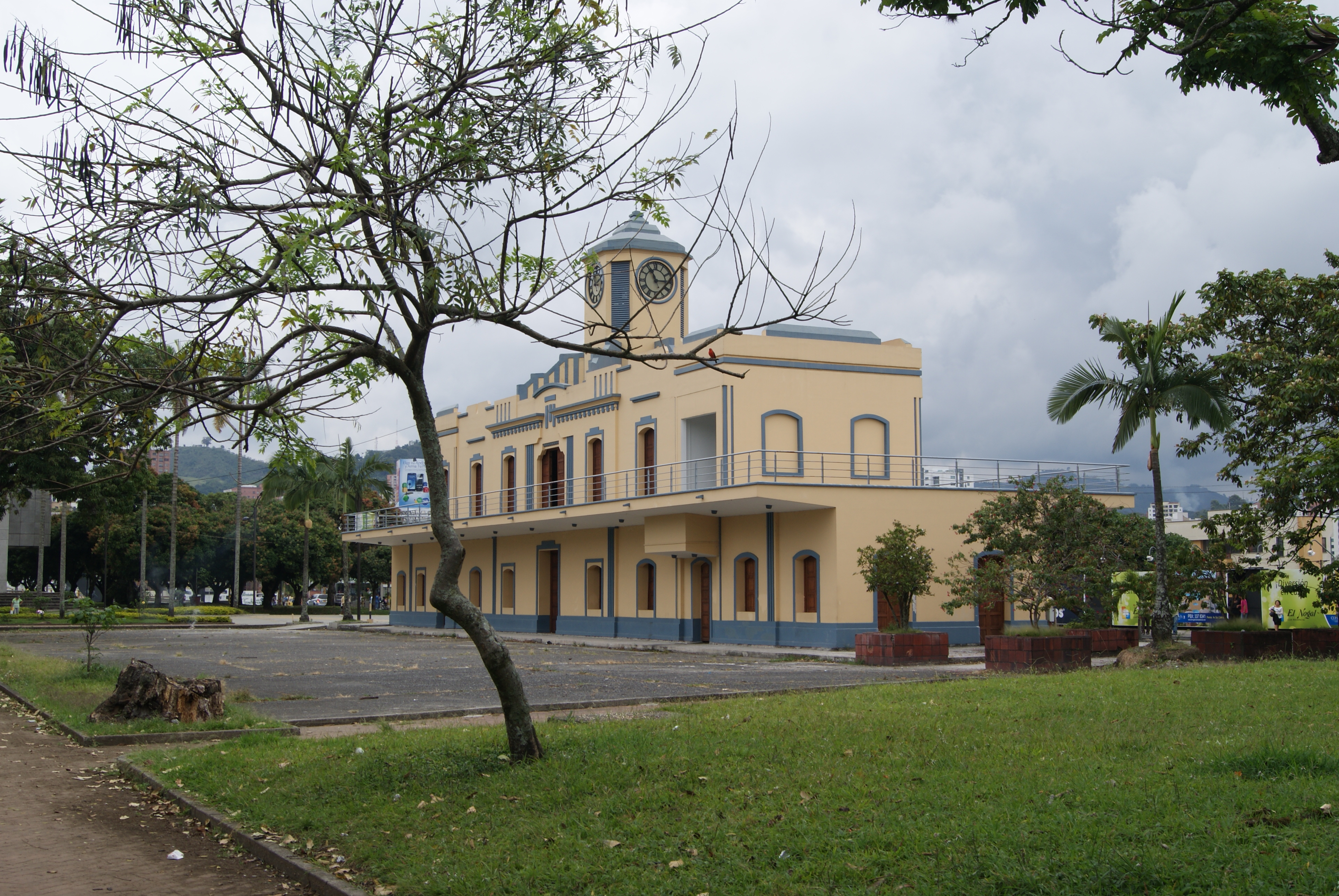
Bahnhofsgebäude von Pereira im Park Olaya (2012)
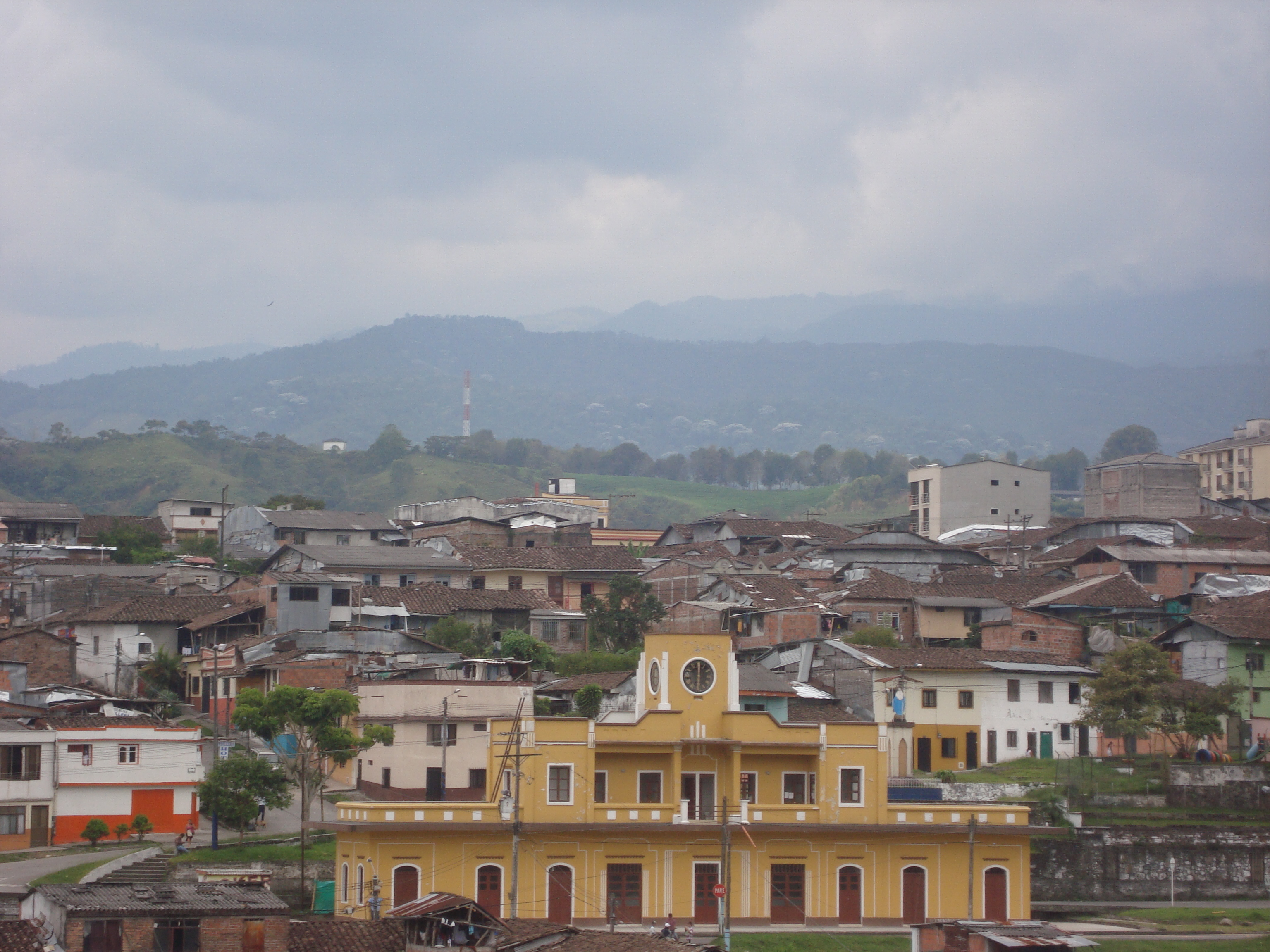
Bahnhofsgebäude von Santa Rosa de Cabal (2012)
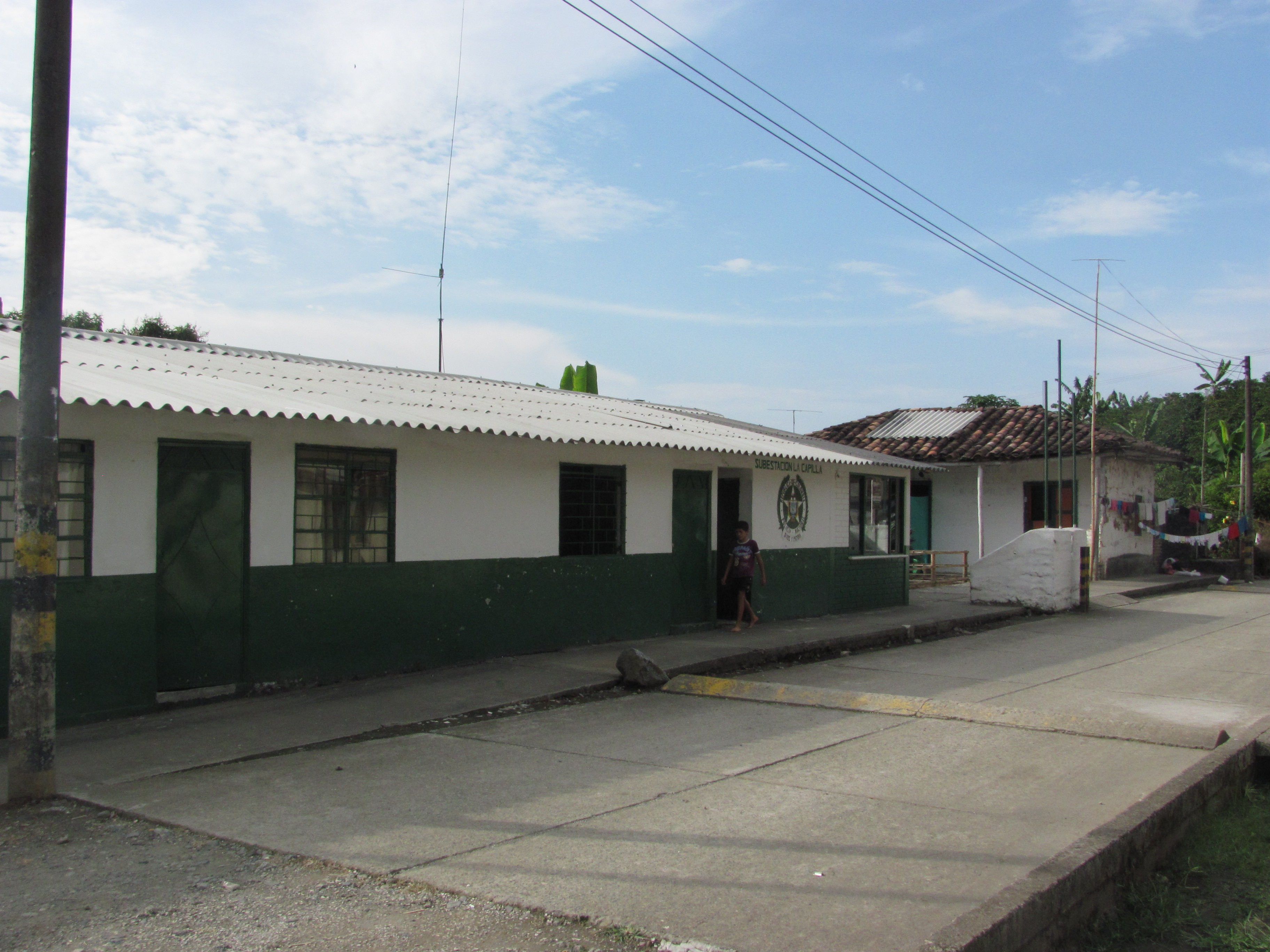
Station von Capilla (2012)
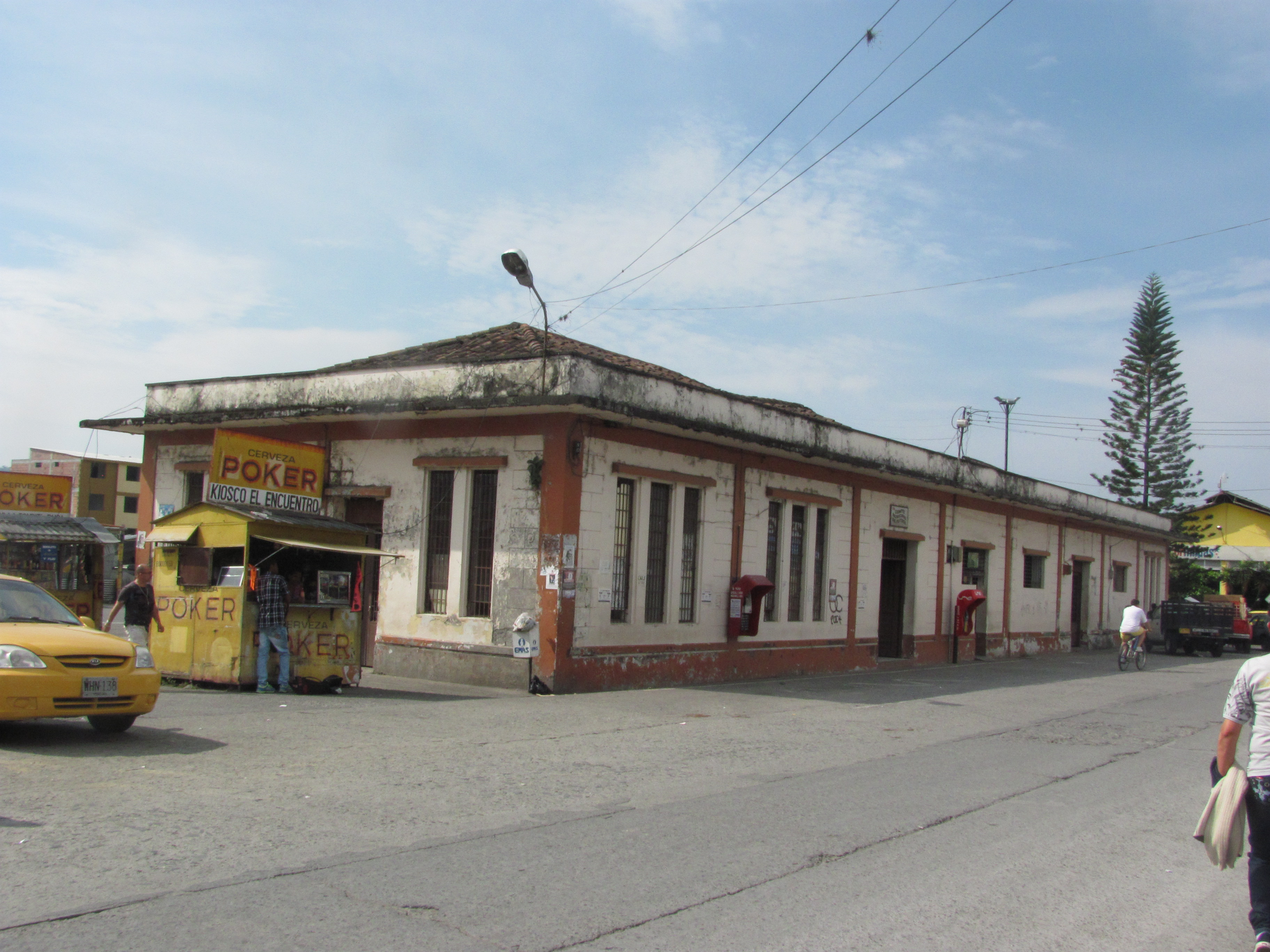
Bahnhofsgebäude von Chinchiná (2012)
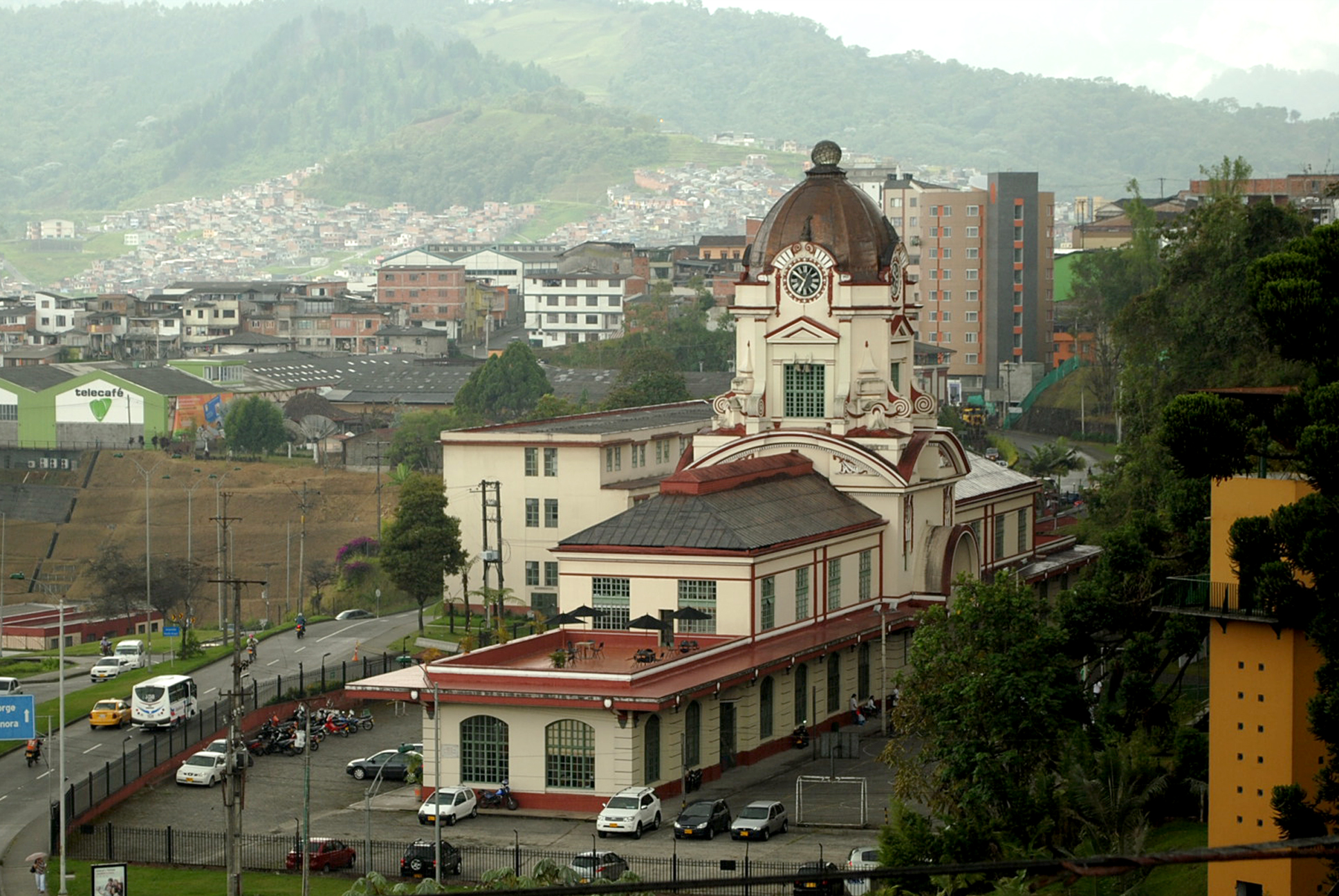
Bahnhofsgebäude von Manizales (2012)